# ویلانو بیچ (فلوریدا)
ویلانو بیچ (به انگلیسی: Vilano Beach) یک منطقهٔ مسکونی در ایالات متحده آمریکا است که در شهرستان سنت جونز واقع شده‌است. ویلانو بیچ ۴٫۶ کیلومتر مربع مساحت و ۲٬۶۷۸ نفر جمعیت دارد.